# Jucika
Jucika es una tira cómica húngara creada por Pál Pusztai y publicada por primera vez el 4 de enero del 1957 en la revista Érdekes Újság.

## Historia
Estaba protagonizada por una mujer joven que pasaba diversas vicisitudes en su vida diaria. Fue una de las tiras cómicas más populares del país, trascendiendo el medio y siendo publicada en otros países como los del Bloque del Este, China, o Canadá.
Jucika fue tan popular que apareció en informes de noticias, comerciales y programas de variedades en la era socialista.
Entre el 15 de enero del 1959 y el 3 de diciembre del 1970, año de la muerte de su autor, fue publicada en la única revista humorística del país, Ludas Matyi.

Con la muerte de Pusztai, no se publicaron más tiras de Jucika aparte de una pieza a medio terminar, y personas cercanas al artista han alegado que todos los cómics originales fueron destruidos por la viuda de Pusztai que odiaba a Jucika.
TV Tropes.

El poeta Károly Borlóy (1922-2000) adaptó algunas de las tiras en poemas cortos y cómicos para un libro que debía publicarse en 1970, pero fue cancelado por la muerte de Pusztai. Finalmente se realizó su lanzamiento en 2009, bajo el título Fondorlatos Jucika (Astuta Jucika) con las viñetas a color de Pusztai y los poemas de Borlóy.
A finales de la década del 2010, las historietas de Jucika se convierten en un fenómeno viral cuando se recuperan y comparten por internet, haciéndose popular alrededor del mundo, especialmente en países como Japón.

### Temáticas
Las historias de Jucika, joven mujer de espíritu libre, de cabello negro corto, cintura de avispa, con un aire de pin-up y de una belleza exuberante (bögyös szépség), cobraron vida en dibujos que constan principalmente de tres viñetas en horizontal. Jugando con su sex appeal logra superar los problemas de la vida diaria de una joven de los 50-60 y, en la mayoría de las viñetas, teniendo que tratar con el acoso de los hombres.
A diferencia de muchas tiras cómicas, en esta se puede ver a Jucika ganándose la vida realizando trabajos pesados, en fábricas y también en oficinas, mostrando un poco la vida en la época socialista.